# Tiziano Correa
Tiziano Correa Reyes (Madrid, 31 agosto 2004) è un calciatore uruguaiano, attaccante del River Plate (M).

## Biografia
È nato a Madrid nel periodo in cui il padre, l'ex calciatore Fernando Correa, giocava con la maglia del Maiorca.

## Carriera

### Club
Correa è cresciuto nel settore giovanile del River Plate (M) dove ha debuttato il 29 settembre 2022 nell'incontro di Copa Uruguay perso 2-0 contro il Defensor Sporting. Il 15 ottobre 2023 ha esordito anche in Primera División contro il Boston River ed l'8 febbraio 2024 ha segnato il suo primo gol in carriera in Copa Uruguay contro il Montevideo Wanderers. Si è ripetuto due settimane dopo in campionato nel 3-1 casalingo sul Dep. Maldonado. Il 15 marzo ha riportato la rottura del legamento crociato anteriore del ginocchio sinistro, chiudendo anticipatamente la stagione.

### Nazionale
Ha giocato nella nazionale uruguaiana Under-20.

## Statistiche

### Presenze e reti nei club
Statistiche aggiornate al 29 aprile 2024.
| Stagione        | Squadra         | Campionato      | Campionato | Campionato | Coppe nazionali | Coppe nazionali | Coppe nazionali | Coppe continentali | Coppe continentali | Coppe continentali | Altre coppe | Altre coppe | Altre coppe | Totale | Totale | Totale |
| Stagione        | Squadra         | Comp            | Pres       | Reti       | Comp            | Pres            | Reti            | Comp               | Pres               | Reti               | Comp        | Pres        | Reti        | Pres   | Reti   |        |
| --------------- | --------------- | --------------- | ---------- | ---------- | --------------- | --------------- | --------------- | ------------------ | ------------------ | ------------------ | ----------- | ----------- | ----------- | ------ | ------ | ------ |
| 2022            | River Plate (M) | PD              | 0          | 0          | CU              | 1               | 0               |                    | -                  | -                  |             | -           | -           | 1      | 0      |        |
| 2023            | River Plate (M) | PD              | 11         | 0          | CU              | 3               | 1               |                    | -                  | -                  |             | -           | -           | 14     | 1      |        |
| 2024            | River Plate (M) | PD              | 4          | 1          | CU              | 0               | 0               |                    | -                  | -                  |             | -           | -           | 4      | 1      |        |
| Totale carriera | Totale carriera | Totale carriera | 15         | 1          |                 | 4               | 1               |                    | -                  | -                  |             | -           | -           | 19     | 2      |        |